# Premio Paganini
Il Premio Paganini è un concorso internazionale di violino che ha luogo a Genova, città natale del violinista Niccolò Paganini. È membro fondatore della WFIMC - Federazione Mondiale dei Concorsi Internazionali di Musica, istituita a Ginevra nel 1957, ed è considerato tra i concorsi violinistici più importanti al mondo. 

## Storia
Il Premio Paganini è stato istituito con delibera del Consiglio Comunale di Genova n.454 dell'11 maggio 1953, per iniziativa dell'Assessore alla Cultura, Lazzaro Maria De Bernardis, e del direttore del Liceo musicale "Niccolò Paganini" (l'attuale Conservatorio), Luigi Cortese, da un precedente progetto di Carlo Marcello Rietmann, allo scopo di dare prestigio alla città e favorire la scoperta di giovani talenti.
La prima edizione ha avuto luogo nel 1954 e fino al 2002 si è svolto annualmente; le successive quattro edizioni — fino al 2010 — si sono tenute con cadenza biennale, mentre dal 2015 al 2021 si è svolto ogni tre anni. Nel 2022 è stato avviato, su iniziativa del Sindaco di Genova Marco Bucci, un ampio progetto di riforma del Premio. Alla Presidenza, dal marzo 2022, è stato chiamato Giovanni Panebianco, già Segretario Generale del Ministero della Cultura nel Governo Conte I.
Nel 2023, la 57ª edizione del Premio ha registrato il record di iscrizioni (117 da oltre 30 nazioni) della sua storia. Direttore artistico di questa edizione è stato Nazzareno Carusi, con Salvatore Accardo presidente della giuria internazionale.
Nell'aprile 2024, alla direzione artistica di Carusi è succeduta quella di Nicola Bruzzo e, in aperta polemica con la sua nomina, Accardo si dimise dalla presidenza della giuria. Al suo posto, per la 58ª edizione in programma nell'ottobre 2025, è stato chiamato Uto Ughi.

## Il concorso
Possono partecipare violinisti di qualsiasi nazionalità e di età compresa tra i 15 e i 30 anni. Il concorso si svolge in tre fasi: eliminatoria, semifinale e finale. In caso di elevato numero di iscrizioni possono svolgersi prove di preselezione all'estero.
Nel corso delle diverse fasi, i concorrenti, eseguendo i brani selezionati tra quelli indicati nel programma musicale del bando di partecipazione, devono mettere in evidenza le proprie personalità e competenze musicali, dando prova di possedere conclamate capacità artistiche e tecniche, nel rispetto del testo e della originale cifra estetica e stilistica di Paganini, eseguendo brani di elevata difficoltà per violino solo — come i 24 Capricci — con accompagnamento di pianoforte e — nella fase finale — suonando con l'orchestra del Teatro Carlo Felice di Genova.
La giuria internazionale è formata da un numero dispari di componenti, incluso il presidente. I membri sono proposti dal direttore artistico tra musicisti e personalità di particolare competenza ed esperienza musicale.
Oltre al premio in denaro, come da tradizione, al vincitore è concesso l'onore di suonare il "Cannone": il celebre violino di Paganini, costruito nel 1743 dal liutaio Bartolomeo Giuseppe Guarneri detto "del Gesù", lasciato dal musicista alla sua città natale onde fosse «perpetuamente conservato».
È prevista l’assegnazione di premi speciali offerti da soggetti diversi dal comune di Genova, rivolta ai concorrenti che si siano particolarmente distinti durante lo svolgimento del concorso.
I premi per i primi sei concorrenti, all'edizione del 2023, sono:
- Premio Paganini - € 30.000,00
- 2º premio - € 20.000,00
- 3º premio - € 10.000,00
- 4º premio - € 4.000,00
- 5º premio - € 3.000,00
- 6º premio - € 2.000,00

Oltre a questi vengono assegnati dei premi speciali:
- Premio alla memoria del maestro Mario Ruminelli offerto dalla "Associazione culturale Mario Ruminelli" di Domodossola al concorrente che avrà ottenuto in finale il maggiore riconoscimento da parte del pubblico € 3.000,00;
- Premio alla memoria del dott. Enrico Costa offerto dalla famiglia Costa al concorrente più giovane ammesso alla finale € 2.000,00;
- Premio dell'Associazione Amici di Paganini per la migliore esecuzione del brano contemporaneo della fase eliminatoria € 2.000,00;
- Premio alla memoria dei signori Renato e Mariangiola De Barbieri offerto dall'omonima Associazione culturale e benefica al concorrente finalista italiano per la migliore interpretazione dei Capricci di Paganini € 1.000,00.

## Statistiche

### Finalisti per nazione
| Totale | Nazione          |
| ------ | ---------------- |
| 43     | Giappone         |
| 37     | Unione Sovietica |
| 27     | Francia          |
| 23     | Stati Uniti      |
| 19     | Italia           |
| 14     | Germania         |
| 13     | Polonia          |
| 12     | Romania          |
| 12     | Corea del Sud    |
| 9      | Russia           |
| 8      | Bulgaria         |
| 8      | Cina             |
| 7      | Israele          |
| 3      | Lettonia         |
| 3      | Regno Unito      |
| 3      | Ucraina          |
| 3      | Ungheria         |
| 2      | Austria          |
| 2      | Paesi Bassi      |
| 1      | Belgio           |
| 1      | Canada           |
| 1      | Danimarca        |
| 1      | Filippine        |
| 1      | Grecia           |
| 1      | Islanda          |
| 1      | Libano           |
| 1      | Grecia           |
| 1      | Messico          |
| 1      | Nuova Zelanda    |
| 1      | Portogallo       |
| 1      | Germania Est     |
| 1      | Serbia           |
| 1      | Slovacchia       |
| 1      | Svezia           |
| 1      | Taipei cinese    |

### Concorrenti pluripremiati
| Totale | Concorrente         | Nazione             |
| ------ | ------------------- | ------------------- |
| 7      | Giovanni Angeleri   | Italia              |
| 6      | In Mo Yang          | Corea del Sud       |
| 5      | Eijin Nimura        | Giappone            |
| 4      | Yuki Manuela Janke  | Germania / Giappone |
| 4      | Jean-Pierre Wallez  | Francia             |
| 3      | Ilja Gringol'c      | Russia              |
| 3      | Mengla Huang        | Cina                |
| 3      | Mariusz Patyra      | Polonia             |
| 3      | Gabriele Pieranunzi | Italia              |
| 3      | Sayaka Shoji        | Giappone            |
| 3      | Reiko Watanabe      | Giappone            |
| 3      | Feng Ning           | Cina                |
| 3      | Stephanie Jeong     | Stati Uniti         |
| 3      | Dami Kim            | Corea del Sud       |

## Finalisti e premi speciali
I Edizione - 1954
non assegnato
II Edizione - 1955
1º Premio: non assegnato
2º Premio: non assegnato
3º Premio: Luciano Vicari (Italia)
4º Premio ex aequo: Liliane Beretti (Francia) e Jean Louis Stuurop (Paesi Bassi)
III Edizione - 1956
1º Premio ex aequo: György Pauk (Ungheria) e Gerard Poulet (Francia)
2º Premio: non assegnato
3º Premio: non assegnato
4º Premio ex aequo: Carmencita Lozada (Filippine), Luciano Vicari (Italia) e Jean-Pierre Wallez (Francia)
IV Edizione - 1957
1º Premio: non assegnato
2º Premio ex aequo: Salvatore Accardo (Italia) e Pierre Doukan (Francia)
4º Premio: Jean-Pierre Wallez (Francia)
5º Premio: non assegnato
6º Premio: non assegnato
V Edizione - 1958
1º Premio: Salvatore Accardo (Italia)
2º Premio: Jean-Pierre Wallez (Francia)
3º Premio: non assegnato
4º Premio: non assegnato
5º Premio: non assegnato
6º Premio: non assegnato
VI Edizione - 1959
1º Premio: Stuart Canin (USA)
2º Premio: Sigfried Gawriloff (Germania)
3º Premio: Liliane Caillon (Francia)
4º Premio: Catherine Courtois (Francia)
5º Premio: Eleonora Dell'Aquila (Italia)
6º Premio: Johannes Brüning (Germania)
VII Edizione - 1960
1º Premio: non assegnato
2º Premio ex aequo: Jean-Pierre Wallez (Francia) e Yossef Zivoni (Israele)
4º Premio: Gigino Maestri (Italia)
5º Premio: non assegnato
6º Premio: Josef Sivo (Austria)
VIII Edizione - 1961
1º Premio: Emil Kamilarov (Bulgaria)
2º Premio ex aequo: Elaine Skorodin (USA) e Carmencita Lozada (Filippine)
4º Premio ex aequo: Bice Antonioni (Italia) e Paulette Bedin (Francia)
6º Premio: non assegnato
IX Edizione - 1962
1º Premio: Maryvonne Le Dizes (Francia)
2º Premio: Etsuko Hirose (Giappone)
3º Premio: Liliane Caillon (Francia)
4º Premio: Marilyn Dubow (USA)
5º Premio: non assegnato
6º Premio: non assegnato
X Edizione - 1963
1º Premio: Oleh Krysa (URSS)
2º Premio: Valentin Žuk (URSS)
3º Premio: Shizuko Ishii (Giappone)
4º Premio: Paul Zukofsky (USA)
5º Premio: Diana Cummings (Gran Bretagna)
6º Premio: Igor Politkovsky (URSS)
XI Edizione - 1964
1º Premio: Jean-Jacques Kantorow (Francia)
2º Premio ex aequo: Pierre Amoyal (Francia) e Yoko Kubo (Giappone)
4º Premio ex aequo: Hisako Tokue (Giappone) e Tomotada Soh (Giappone)
6º Premio: Antoine Goulard (Francia)
XII Edizione - 1965
1º Premio: Viktor Pikaisen (URSS)
2º Premio: Philippe Hirschhorn (URSS)
3º Premio: Andrej Korsakov (URSS)
4º Premio: Yoko Kubo (Giappone)
5º Premio ex aequo: Elisabeth Balmas (Francia), Joshua Epstein (Israele) e Jacques Israelievitch (Francia)
XIII Edizione - 1966
1º Premio: non assegnato
2º Premio: Robert Menga (USA)
3º Premio: Isako Shinozaki (Giappone)
4º Premio: non assegnato
5º Premio ex aequo: Nikolaj Marangosov (Bulgaria) e Kineko Okumura (Giappone)
XIV Edizione - 1967
1º Premio: Grigorij Žislin (URSS)
2º Premio: Vladimir Spivakov (URSS)
3º Premio: Patrice Fontanarosa (Francia)
4º Premio: Petăr Delcev (Bulgaria)
5º Premio: Sergej Djačenko (URSS)
6º Premio: Michail Gantvarg (URSS)
XV Edizione - 1968
1º Premio: Miriam Fried (Israele)
2º Premio: Hamao Fujiwara (Giappone)
3º Premio: Gabriella Ijac (Romania)
4º Premio: Petar Delcev (Bulgaria)
5º Premio: Masako Yanagita (Giappone)
6º Premio: Emmanuel Krivine (Francia)
XVI Edizione - 1969
1º Premio: Gidon Kremer (URSS)
2º Premio: Kathleen Lenski (USA)
3º Premio: Joshua Epstein (Israele)
4º Premio: Isidora Schwarzberg (URSS)
5º Premio: Sergej Kravčenko (URSS)
6º Premio: Josef Rissin (URSS)
7º Premio: Adam Korniszewski (Polonia)
XVII Edizione - 1970
1º Premio: non assegnato
2º Premio: Minčo Minčev (Bulgaria)
3º Premio ex aequo: Thomas Goldschmidt Egel (Germania) e Michal Grabarczyk (Polonia)
5º Premio: Adam Korniszewski (Polonia)
6º Premio: Keiko Wataya (Giappone)
XVIII Edizione - 1971
1º Premio: Mose Secler (URSS)
2º Premio: Bohodar Kotorovyč (URSS)
3º Premio: Roswitha Randacher (Austria)
4º Premio: Tadeusz Gadzina (Polonia)
5º Premio: Elvira Nakipbecova (URSS)
6º Premio: Maria Balint (Ungheria)
XIX Edizione - 1972
1º Premio: Eugene Fodor (USA)
2º Premio: Yoko Sato (Giappone)
3º Premio: Gerardo Ribeiro (Portogallo)
4º Premio: Georgi Tilev (Bulgaria)
5º Premio: Teresa Glabowna (Polonia)
6º Premio: non assegnato
XX Edizione - 1973
1º Premio: Aleksandr Kramarov (URSS)
2º Premio: Yuval Yaron (Israele)
3º Premio: Vania Milanova (Bulgaria)
4º Premio: Sungil Lee (Corea)
5º Premio ex aequo: Giuliano Carmignola (Italia) e Stefan Stalanowski (Polonia)
XXI Edizione - 1974
1º Premio: non assegnato
2º Premio ex aequo: Lynn Chang (USA) e Eugen Sârbu (Romania)
4º Premio: Rasma Lielmane (Messico)
5º Premio: Josif Rissin (Israele)
6º Premio: Jean-Claude Velin (Francia)
7º Premio: Marie-France Pouillot (Francia)
XXII Edizione - 1975
1º Premio: Jurij Korčinskij (URSS)
2º Premio: Petru Csaba (Romania)
3º Premio: non assegnato
4º Premio: non assegnato
5º Premio: non assegnato
6º Premio ex æquo: Marco Fornaciari (Italia) e Anna Aleksandra Wodka (Polonia)
XXIII Edizione - 1976
1º Premio: Lenuţa Ciulei (Romania)
2º Premio: Karen Eley (USA)
3º Premio: Vladimir Nemţeanu (Romania)
4º Premio: Fudeco Takahashi (Giappone)
5º Premio: Joanna Madroszkiewicz (Polonia)
6º Premio: non assegnato
XXIV Edizione - 1977
1º Premio: Il'ja Grubert (URSS)
2º Premio: Sachiko Nakajima (Giappone)
3º Premio: Yumi Mohri (Giappone)
4º Premio: Edward Zienkowski (Polonia)
5º Premio: Alexei Bruni (URSS)
6º Premio: Ola Rudner (Svezia)
XXV Edizione - 1978
1º Premio: Eugen Sârbu (Romania)
2º Premio ex æquo: Karen Eley (USA) e Piotr Milewski (Polonia)
4º Premio: Takashi Shimitzu (Giappone)
5º Premio: Berthilde Dufour (Francia)
6º Premio: Daniel Stabrawa (Polonia)
XXVI Edizione - 1979
1º Premio: Florin Paul (Romania)
2º Premio: Yuriko Naganuma (Giappone)
3º Premio: Alexis Galperine (Francia)
4º Premio: Mariko Senju (Giappone)
5º Premio: Rodolfo Bonucci (Italia)
6º Premio: non assegnato
XXVII Edizione - 1980
1º Premio: non assegnato
2º Premio: Niculae Tudor (Romania)
3º Premio: Sonig Tchakerian (Italia)
4º Premio: Eduard Wulfson (URSS)
5º Premio: Mitsuko Ishii (Giappone)
6º Premio ex aequo: Daniel Stabrawa (Polonia) e Walter Bertrand (Francia)
XXVIII Edizione - 1981
1º Premio: Ilja Kaler (URSS)
2º Premio: Leonid Sorokov (URSS)
3º Premio: Frank Almond (USA)
4º Premio: Kuniko Nagata (Giappone)
5º Premio: Mircea Calin (Romania)
6º Premio: Francine Trachier (Francia)
XXIX Edizione - 1982
1º Premio: non assegnato
2º Premio ex aequo: Alexander Markov (USA) e Boris Garlitzki (URSS)
3º Premio: Sonoko Numata (Giappone)
4º Premio ex aequo: Philippe Djokic (Canada), Maxim Fedotov (URSS) e Hiroko Suzuki (Giappone)
XXX Edizione - 1983
1º Premio: non assegnato
2º Premio: Laurent Korcia (Francia)
3º Premio: Sung-Sic Yang (Corea)
4º Premio: Reiko Watanabe (Giappone)
5º Premio: Boris Schmitz (Germania)
6º Premio ex aequo: Soo-Ik Lee (Corea) e Kazimierz Olechowski (Polonia)
XXXI Edizione - 1984
1º Premio: non assegnato
2º Premio: Vadim Brodski (URSS)
3º Premio: Reiko Watanabe (Giappone)
4º Premio: Elisa Kawaguti (Giappone)
5º Premio: Stéphane Tran Ngoc (Francia)
6º Premio: non assegnato
XXXII Edizione - 1985
1º Premio: Dmitri Berlinski (URSS)
2º Premio: Mark Moghilevski (URSS)
3º Premio: Gabriel Croitoru (Romania)
4º Premio ex aequo: Anguelina Abadjieva (Bulgaria) e Anton Kolodenko (URSS)
6º Premio: Thomas Böttcher (RDT)
XXXIII Edizione - 1986
1º Premio: non assegnato
2º Premio: Reiko Watanabe (Giappone)
3º Premio: Yuri Braginski (Belgio)
4º Premio: Andreas Krecher (Germania)
5º Premio: Akiko Ueda (Giappone)
6º Premio: Jeanne-Marie Conquer (Francia)
XXXIV Edizione - 1987
1º Premio: Lu Szu Ching (Cina)
2º Premio: Pavel Berman (URSS)
3º Premio: Alexei Koshvanets (URSS)
4º Premio ex aequo: Adam Taubic (Polonia) e Vincenzo Bolognese (Italia)
6º Premio: Viktor Kuznetsov (URSS)
XXXV Edizione - 1988
1º Premio: Leōnidas Kavakos (Grecia)
2º Premio: Akiko Suwanai (Giappone)
3º Premio: Eijin Nimura (Giappone)
4º Premio: Gabriele Pieranunzi (Italia)
5º Premio: Pavel Pekarski (USA)
6º Premio: Ara Malikian (Libano)
XXXVI Edizione - 1989
1º Premio: non assegnato
2º Premio: Vasko Vassilev (Bulgaria)
3º Premio: Oleg Pokhanovski (URSS)
4º Premio: Anastasia Chebotarova (URSS)
5º Premio: Tomoko Kawada (Giappone)
6º Premio ex aequo: Ilja Sekler (URSS) e Eijin Nimura (Giappone)
Premio alla memoria del Dott. Enrico Costa: Luca Fanfoni (Italia)
XXXVII Edizione - 1990
1º Premio: Natalia Prischepenko (URSS)
2º Premio: Chin Kim (USA)
3º Premio: Gabriele Pieranunzi (Italia)
4º Premio: Graf Mourja (URSS)
5º Premio: Roberto Cani (Italia)
6º Premio: Alexander Trostianski (URSS)
Premio alla memoria del Dott. Enrico Costa: Gabriele Pieranunzi
XXXVIII Edizione - 1991
1º Premio: Massimo Quarta (Italia)
2º Premio: Florin Croitoru (Romania)
3º Premio ex aequo: Nicolas Gourbeix (Francia) e Misha Keylin (USA)
5º Premio: Yumi Makita (Giappone)
6º Premio: Ko-Woon Yang (Corea)
Premio alla memoria del Dott. Enrico Costa: Massimo Quarta
XXXIX Edizione - 1992
1º Premio: Julia Krasko (Russia)
2º Premio: Michiko Kamiya (Giappone)
3º Premio: Eijin Nimura (Giappone)
4º Premio ex aequo: Giovanni Angeleri (Italia) e Karen Lee (USA)
5º Premio: Ara Malikian (Armenia)
Premio alla memoria del Dott. Enrico Costa: Giovanni Angeleri
XL Edizione - 1993
1º Premio: Isabelle Faust (Germania)
2º Premio: Stefan Milenkovich (Serbia)
3º Premio: Yuka Eguchi (Giappone)
4º Premio: Florin Ionescu-Galaţi (Romania)
5º Premio: Eijin Nimura (Giappone)
6º Premio: Giovanni Angeleri (Italia)
Premio alla memoria del Dott. Enrico Costa: Giovanni Angeleri
Premio alla memoria del M.o Renato de Barbieri: Rachel Barton (USA)
XLI Edizione - 1994
1º Premio: Bin Huang (Cina)
2º Premio: Eijin Nimura (Giappone)
3º Premio: Dmitri Makhtine (Russia)
4º Premio: Stefan Milenkovich (Serbia)
5º Premio: Giovanni Angeleri (Italia)
6º Premio: Giacobbe Stevanato (Italia)
Premio alla memoria del Dott. Enrico Costa: Giovanni Angeleri
Premio alla memoria del M.o Renato de Barbieri: Bin Huang
Premio Associazione Amici Nuovo Carlo Felice: Aki Sunahara (Giappone) e Giordan Nikolitch (Slovenia)
XLII Edizione - 1995
1º Premio: non assegnato
2º Premio: Alexandru Tomescu (Romania)
3º Premio: Oleg Pokhanovski (Russia)
4º Premio: Leor Maltinski (Israele)
5º Premio: Stefan Schramm (Germania)
6º Premio: Antonello Manacorda (Italia)
Premio Speciale della Giuria: Anastasia Khitruk (USA)
Premio alla memoria del Dott. Enrico Costa: Leor Maltinski
Premio alla memoria del M.o Renato de Barbieri: non assegnato
Premio Associazione Amici Nuovo Carlo Felice: Stefan Schramm
XLIII Edizione - 1996
1º Premio: Soovin Kim (USA)
2º Premio: Andrew Haveron (Gran Bretagna)
3º Premio: Yu-Young Baek (Corea)
4º Premio: Sergei Levitin (Russia)
5º Premio: Florin Croitoru (Romania)
6º Premio: Jasmine Lin (USA)
Premio alla memoria del Dott. Enrico Costa: Soovin Kim
Premio alla memoria del M.o Renato de Barbieri: Sergei Levitin
Premio Associazione Amici Nuovo Carlo Felice: Andrew Haveron
XLIV Edizione - 1997
1º Premio: Giovanni Angeleri (Italia)
2º Premio: Rodion Petrov (Russia)
3º Premio: Judith Ingolfsson (Islanda)
4º Premio: Kyoko Yonemoto (Giappone)
5º Premio: Hanako Uesato (Giappone)
6º Premio: Maki Nagata (Giappone)
Premio alla memoria del Dott. Enrico Costa: Kyoko Yonemoto
Premio alla memoria del M.o Renato de Barbieri: Rodion Petrov
Premio Associazione Amici Nuovo Carlo Felice: Laura Andriani (Italia)
XLV Edizione - 1998
1º Premio: Ilya Gringolts (Russia)
2º Premio: Baiba Skride (Lettonia)
3º Premio: Takako Yamasaki (Giappone)
4º Premio: Michael Vitenson (Israele)
5º Premio: Anton Polezhayev (USA)
6º Premio: Maki Itoi (Giappone)
Premio alla memoria del Dott. Enrico Costa: Ilya Gringolts
Premio alla memoria del M.o Renato de Barbieri: Maciko Shimada (Giappone)
Premio Associazione Amici Nuovo Carlo Felice: Ilya Gringolts
XLVI Edizione - 1999
1º Premio: Sayaka Shoji (Giappone)
2º Premio: Frank Huang (Cina)
3º Premio: Akiko Ono (Giappone)
4º Premio: Weiyi Wang (Cina)
5º Premio: Emil Chudnovsky (USA)
6º Premio: Gabriel Adorjan (Danimarca)
Premio alla memoria del Dott. Enrico Costa: Sayaka Shoji
Premio alla memoria del M.o Renato de Barbieri: non assegnato
Premio alla memoria del M.o Mario Ruminelli: Sayaka Shoji
Premio Associazione Amici Nuovo Carlo Felice: Francesco Manara (Italia)
XLVII Edizione - 2000
1º Premio: Natalia Lomeiko (Nuova Zelanda/Russia)
2º Premio: Sayako Kusaka (Giappone)
3º Premio ex aequo: Karin Ato (Giappone) e Vadim Tchijik (Russia)
5º Premio: Sophie Moser (Germania)
6º Premio: Myroslava Ivanchenko (Ucraina)
Premio alla memoria del Dott. Enrico Costa: Sophie Moser
Premio alla memoria del M.o Renato de Barbieri: Sayako Kusaka
Premio alla memoria del M.o Mario Ruminelli: Natalia Lomeiko
Premio Associazione Amici Nuovo Carlo Felice: Vadim Tchijik
XLVIII Edizione - 2001
1º Premio: Mariusz Patyra (Polonia)
2º Premio: Minjae Kim (Corea del Sud)
3º Premio: Tanja Becker-Bender (Germania)
4º Premio: Jack Liebeck (Gran Bretagna)
5º Premio: A-Rah Shin (Corea del Sud)
6º Premio: Gyula Vadászi (Ungheria)
Premio alla memoria del Dott. Enrico Costa: A-Rah Shin
Premio alla memoria del M.o Renato de Barbieri: Mariusz Patyra
Premio alla memoria del M.o Mario Ruminelli: Mariusz Patyra
Premio Associazione Amici Nuovo Carlo Felice: Tanja Becker-Bender
IL Edizione - 2002
1º Premio: Mengla Huang (Cina)
2º Premio: Maxim Brylinsky (Ucraina)
3º Premio: Daniel Roehn (Germania-Svezia)
4º Premio ex aequo: Emil Chudnovsky (USA) e Giulio Plotino (Italia)
6º Premio: Kyoko Une (Giappone)
Premio alla memoria del Dott. Enrico Costa: Maxim Brylinsky
Premio alla memoria del M.o Renato de Barbieri: Mengla Huang
Premio alla memoria del M.o Mario Ruminelli: Mengla Huang
Premio Associazione Amici Nuovo Carlo Felice: Alexis Cardenas (Venezuela)
L Edizione - 2004
1º Premio: non assegnato
2º Premio: Yuki Manuela Janke (Germania/Giappone)
3º Premio: Hyun Su Shin (Corea del Sud)
4º Premio: Dalibor Karvay (Slovacchia)
5º Premio: Bracha Malkin (USA/Israele)
6º Premio: Diego Tosi (Francia)
Premio alla memoria del Dott. Enrico Costa: Hyun Su Shin
Premio alla memoria del M.o Renato de Barbieri: Yuki Manuela Janke
Premio alla memoria del M.o Mario Ruminelli: Yuki Manuela Janke
Premio Associazione Amici Nuovo Carlo Felice: Yuki Manuela Janke
LI Edizione - 2006
1º Premio: Feng Ning (Cina)
2º Premio: Yura Lee (Corea del Sud)
3º Premio: Rika Masato (Giappone)
Altri finalisti:
Hyunjoo Choo (Corea del Sud)
Bo-Kyung Lee (Corea del Sud)
Sergey Malov (Russia)
Premio alla memoria del Dott. Enrico Costa: Hyunjoo Choo
Premio alla memoria del M.o Renato de Barbieri: Feng Ning
Premio alla memoria del M.o Mario Ruminelli: Feng Ning
Premio Associazione Amici Nuovo Carlo Felice: Sergey Malov
LII Edizione - 2008
1º Premio: non assegnato
2º Premio: Stephanie Jeong (USA)
3º Premio: Sean Lee (USA)
Altri finalisti:
Francesca Dego (Italia)
Evgeny Sviridov (Russia)
Premio alla memoria del Dott. Enrico Costa: Francesca Dego
Premio alla memoria del M.o Renato de Barbieri: Evgeny Sviridov
Premio alla memoria del M.o Mario Ruminelli: Stephanie Jeong
Premio Associazione Amici Nuovo Carlo Felice: Evgeny Sviridov
Premio Associazione Amici di Paganini: Stephanie Jeong
LIII Edizione - 2010
1º Premio: non assegnato
2º Premio: Dami Kim (Corea del Sud)
3º Premio: Stefan Tarara (Germania)
Altri finalisti:
Yu-Chien Tseng (Taiwan)
Fedor Roudine (Francia)
Premio alla memoria del Dott. Enrico Costa: Yu-Chien Tseng
Premio alla memoria del M.o Renato de Barbieri: Dami Kim
Premio alla memoria del M.o Mario Ruminelli: Dami Kim
Premio Associazione Amici Nuovo Carlo Felice: Stefan Tarara
Premio Associazione Amici di Paganini: Yu-Chien Tseng
LIV Edizione - 2015
1º Premio: In Mo Yang (Corea del Sud)
2º Premio: Fumika Mohri (Giappone)
3º Premio: Albrecht Menzel (Germania)
Altri finalisti:
4° Diana Pasko (Russia)
5° Elly Suh (USA)
6° Dainis Medianiks (Lettonia)
Premio Fondazione Bracco: In Mo Yang
Premio alla memoria del Sig. Stefano Fiorilla: In Mo Yang
Premio alla memoria del Dott. Enrico Costa: In Mo Yang
Premio alla memoria del M.o Renato de Barbieri: Yabing Tan (Cina)
Premio Associazione Amici di Paganini: non assegnato
Premio alla memoria del M.o Mario Ruminelli: In Mo Yang
Premio Associazione Amici Nuovo Carlo Felice: In Mo Yang
LV Edizione - 2018
1º Premio: Kevin Zhu (USA)
2º Premio: Fedor Rudin (Francia)
3º Premio: Stephen Kim (USA)
Altri finalisti:
4° Yiliang Jiang (Cina)
5° Oleksandr Pushkarenko (Ucraina)
6° Luke Hsu (USA)
Premio alla memoria del Sig. Stefano Fiorilla: Kevin Zhu
Premio alla memoria del Dott. Enrico Costa: Kevin Zhu
Premio alla memoria del M.o Renato de Barbieri: Kevin Zhu
Premio alla memoria del M.o Mario Ruminelli: Fedor Rudin
Premio Associazione Musica con le Ali: Rennosuke Fukuda (Giappone)
LVI Edizione - 2021
1º Premio: Giuseppe Gibboni (Italia)
2º Premio: Nurie Chung (Corea del Sud)
3º Premio ex aequo: Ava Bahari (Svezia)
3º Premio ex aequo: Lara Boschkor (Germania)
Premio per la miglior interpretazione del Concerto di Paganini: Giuseppe Gibboni
Premio per la miglior esecuzione dei Capricci di Paganini: Giuseppe Gibboni
Premio del pubblico: Giuseppe Gibboni
LVII Edizione - 2023
1º Premio: Simon Zhu (Germania)
2º Premio: Jingzhi Zhang (Cina)
3º Premio: Qingzhu Weng (Cina)
4º Premio: Hawijch Elders (Paesi Bassi)
5º Premio: Koshiro Takeuchi (Giappone)
6º Premio: Haram Kim (Corea del Sud)
Premio alla memoria del Dott. Enrico Costa: Koshiro Takeuchi
Premio dell'associazione “Amici di Paganini”: Koshiro Takeuchi
Premio alla memoria del M.o Mario Ruminelli: Jingzhi Zhang
Premio della Fondazione Pallavicino: Simon Zhu